# Peritrichia pistrinarius
Peritrichia pistrinarius är en skalbaggsart som beskrevs av Louis Albert Péringuey 1888. Peritrichia pistrinarius ingår i släktet Peritrichia och familjen Melolonthidae. Inga underarter finns listade i Catalogue of Life.